# Lapte praf

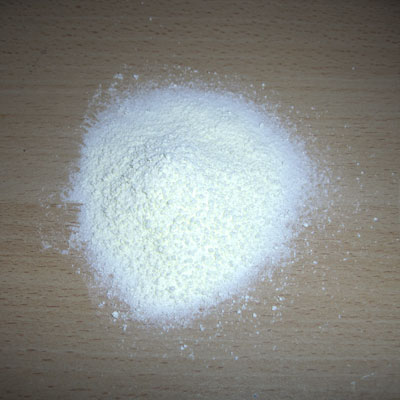
Lapte praf.

Laptele praf este un produs lactat fabricat prin evaporarea apei din  lapte până la sec. Un scop al deshidratării laptelui este conservarea acestuia; laptele praf are o durată de depozitare net superioară în comparație cu laptele lichid și nu necesită păstrare la rece, datorită conținutului scăzut de umiditate. Un alt motiv este reducerea volumului, cu consecințe evidente asupra costului de transport. Laptele praf poate apărea în diverse forme precum: lapte praf integral, lapte praf degresat, iaurt praf, produse praf din zer sau amestecuri de lapte praf. Multe produse lactate exportate respectă standardele stabilite în Codex Alimentarius. Unele varietăți de lapte praf sunt tranzacționate la bursă. 
Laptele praf este folosit pentru alimentație și în biotehnologie (agent de saturare).  